# エヒメアヤメ
エヒメアヤメ（学名:Iris rossii）は、アヤメ属Limniris亜属Chinenses列に属するビアードレス・アイリスである。日本、朝鮮、中国原産の根茎性多年生草本である。草に似た細い葉と短い茎を持ち、1〜2個の紫色の花を咲かせる。

## 説明
エヒメアヤメは、コカキツバタに似た形をしている。
細長く丈夫で赤褐色の匍匐性の根茎を持つ。根茎の下には、栄養と水を求めて土の中に伸びる長い副根がある。新葉の基部には、前年の葉の黄褐色の残骸（葉鞘や繊維）がある。
細長く線状の葉は、漸先形（先端が尖っている、草のような形）で、長さ4–10 cm (2–4 in)、幅0.2–0.5 cm (0–0 in)である。葉脈は2～4本ある。開花後は、長さ30 cm (12 in)まで伸びる。
茎（または花茎）は矮性で短く、長さ10–30 cm (4–12 in)。茎には、長さ4–7 cm (2–3 in)、幅0.1–0.4 cm (0–0 in)の披針形（槍状）の仏炎苞（花のつぼみの葉）が2～3枚ある。
春から初夏にかけて、4月から5月にかけて、1～2個の頂生花（茎の上部に咲く花）を咲かせる。
花は直径3.5–4 cm (1–2 in)と小さく、赤紫から青紫まで色合いには範囲があるが、白色のものもある。白い花は朝鮮でのみ見られる。
花弁は2対で、3枚の大きな萼片（外側の花弁）は「フォール」と呼ばれ、内側の3枚の小さな花弁（または花被片）は「スタンダード」と呼ばれる。フォールは長さ3cm、幅0.8～1.2cmの楕円形で、白い斑点や葉脈、白色の目立つ部分があるのが特徴。中心部は白または黄色である。スタンダードは直立するか、わずかに角度が付いており、長さ2.5cm、幅0.8cm。
5～7cmの長い花被管、長さ1cmの小花柄、1.5cmの細い雄しべ、1cmの子房、2cmの長いスタイルブランチ（花弁と似た色）がある。
開花後、6月から8月にかけて球形の莢をつける。

### 生化学

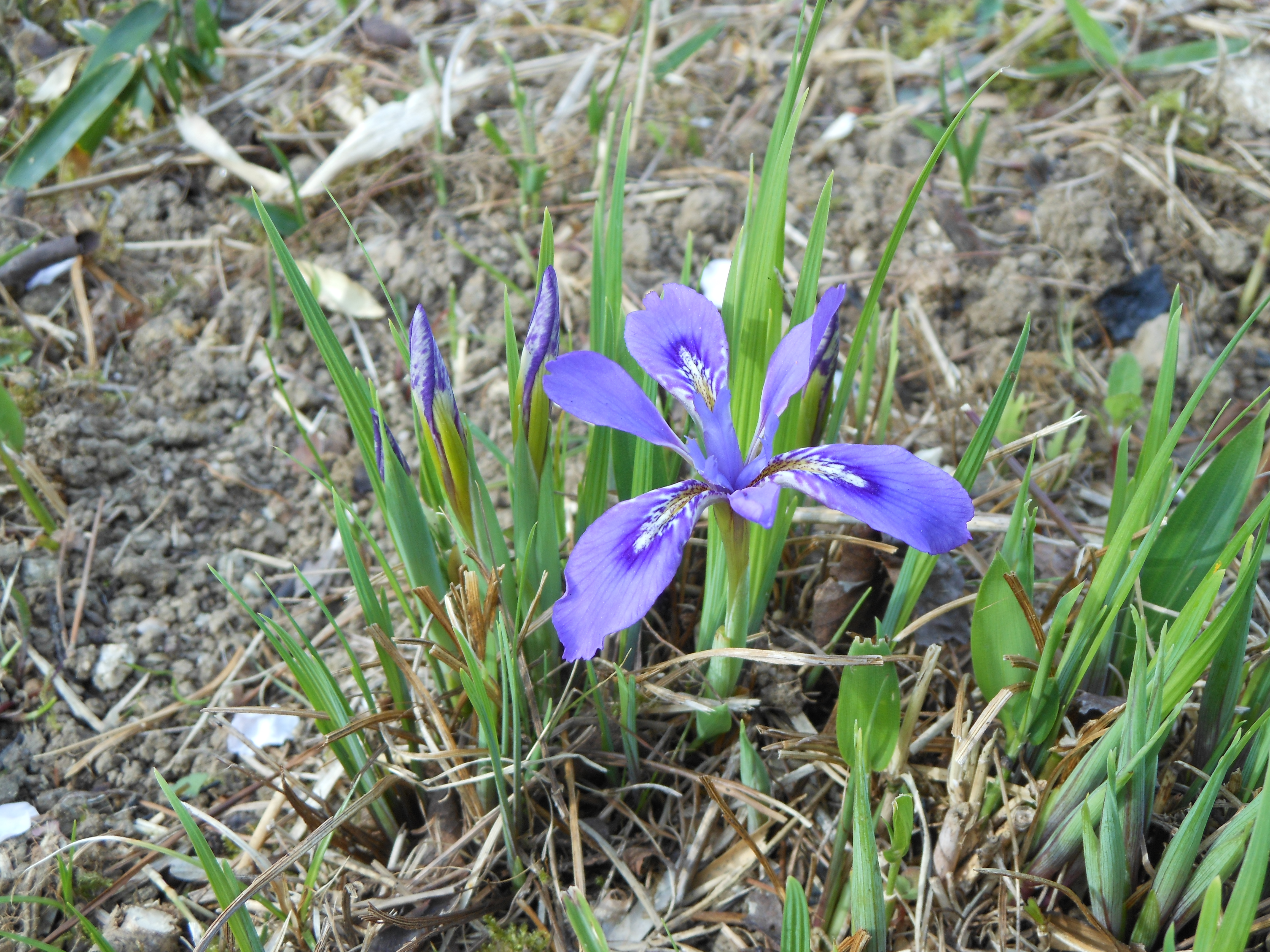
エヒメアヤメの花と蕾

2012年には、花と葉からアントシアニンやC-グリコシルフラボンなどのフラボノイドとキサントンを単離する研究が進められた。研究後、エヒメアヤメの標本は、国立科学博物館の植物標本庫に寄贈された。
ほとんどのアヤメ科は二倍体であるため、2組の染色体を持っている。これは、交配種の識別やグループ分けに利用できる。Kurita, 1940で2n=32、Lee, 1970で2n=34と何度か数えられている。

## 分類
Iris rossiiはEYE-ris ROSS-ee-eyeと発音される。
中国ではxiao yuan weiと呼ばれ、漢字で小鸢尾と書かれる。ハングルでは「각시붓꽃」と表記する。日本では「Ehime ayame」として知られ、日本語の文字で「えひめあやめ」と表記される。
中国と朝鮮では英語でLong-tail Irisの通称がある。
ラテン語の種小名rossiiは、スコットランド出身のプロテスタント宣教師で、中国北東部に住んでいたジョン・ロス（1842-1915）にちなんでいる。ジョン・ギルバート・ベイカーは彼にちなんでこのアヤメを命名した。ロスは、このアヤメの標本をいくつか集め、ベイカーに送った。それは、1876年4月27日、中国北部のSching-king県にある乾燥した斜面の土手に生育し、開花しているところを採集したものだった。
その後、1877年12月29日にベイカーによってThe Gardeners' Chronicle Vol.8 p.809 に初めて掲載、解説された。その後、1878年にGartenflora Vol.27 page 382、La Belg. Hort Vol.28 page 89、1880年にJournal of the Linnean Society of London Vol.17 p387に掲載された。
これは、2003年4月4日にアメリカ合衆国農務省農業研究事業団によって検証された。

## 原産地
エヒメアヤメは、アジアの温帯地域に自生している。

### 範囲
日本（本州、四国、九州）、朝鮮、中国（遼寧、満洲）で発見されている。
1894年4月29日、イザベラ・バード・ビショップが朝鮮の漢江の両岸を探検したときの記録では、Acanthopanax ricinifolia、ウルシ、Actinida pueraria、エヒメアヤメなど、さまざまな植物を発見した。
当初、エヒメアヤメは朝鮮半島と中国東北部にしか生息していないとされていたが、愛媛県北条市で初めて発見された。その後、佐賀県、大分県、宮崎県、山口県、広島県三原市沼田西町、岡山県など日本の他の地域でも発見された。

### 生息地
林縁の草地、日当たりのよい丘陵地、松林の中の空き地などに生育する。
海抜100m以上の高地。

## 保全
1990年6月から11月にかけて、山口県防府市の保護区内で維管束植物と植生を調査したところ、エビネと同様に（絶滅危惧植物のIUCNレッドリストで）危急に分類された。
1995年には危急に分類された。植物採集、土地利用の変化、生息地の喪失により、絶滅の危機に瀕していた。堆肥、飼料、木材生産に利用されてきた松の木が散在する草原で発見された。
2002年に熊本県で絶滅危惧種（EN）に分類された。

## 栽培
エヒメアヤメは、米国と英国では耐寒性があるが、栽培はまれである。
水はけが良く栄養価の高い土壌を好む。
日当たりの良い場所を好むが、日陰にも耐えることができる。
また、乾燥にも非常に強いので、おそらくゼリスケープに適している。
高山帯のガレ場の斜面やロックガーデンに植えることができる。

## 伝搬
アイリス・ロッシーは、移植後に再び根を張るのに時間がかかるため、株分け(division)による繁殖を好まない。
そのため、種子からの増殖が望ましい。
アリが種子を好み、新しい場所に運んでいくことから、動物散布植物であると考えられている。それにより、本種が他の場所に新しい群生地を形成できるようになる。

## 雑種と栽培品種
Iris rossii forma Albaは、Yong No Lee博士が朝鮮の落葉樹林で発見し、1974年に「Korean Journal of Botany」vol.17、No1、p33-35に掲載された。他の変種で見られる紫ではなく、白色に黄色の縞模様が入った花を持っていた。
しかし、これは後にIris rossiiのシノニムとされた。

## 毒性
他の多くのアヤメ科と同様、ほとんどの部位に毒や毒性があり（根茎と葉）、誤って摂取すると腹痛や嘔吐を起こすことがある。また、手で触れると、皮膚に炎症を起こしたり、アレルギー反応を起こしたりすることがある。